# Thomas Geisser
Thomas Geisser (Engelberg, 3 gennaio 1977) è un ex sciatore alpino svizzero.

## Biografia
Originario di Engelberg, Geisser esordì in Coppa Europa il 9 gennaio 1996 a Les Arcs in slalom gigante e in Coppa del Mondo il 6 gennaio 1999 a Kranjska Gora nella medesima specialità, in entrambi i casi senza completare la prova. Nel massimo circuito internazionale ottenne il miglior piazzamento il 6 gennaio 2002 ad Adelboden in slalom speciale (27º) e prese per l'ultima volta il via il 19 gennaio 2003 a Wengen nella medesima specialità, senza completare la prova. Si ritirò al termine di quella stessa stagione 2002-2003 e la sua ultima gara fu lo slalom speciale dei Campionati svizzeri 2003, disputato il 30 marzo a Verbier; non prese parte a rassegne olimpiche o iridate.

## Palmarès

### Coppa del Mondo
- Miglior piazzamento in classifica generale: 144º nel 2002

### Coppa Europa
- Miglior piazzamento in classifica generale: 61º nel 2001

### Campionati svizzeri
- 1 medaglia:
  - 1 bronzo (slalom gigante nel 2001)